# هوما، شانشى
هوما، شانشى (بالصينية: 侯马市 )‏ هي مدينة على مستوى مقاطعة، في جمهورية الصين الشعبية، تتبع لينفن، بلغ عدد سكانها 240,005 نسمة، تبلغ مساحتها 274 كيلومتر مربع، رمزها البريدي هو 043000.